# Paul Lucas (Genealoge)
Paul Lucas (als Laie) oder Père Simplicien, O.A.D. (als Mönch) (* 1683; † 10. Oktober 1759 in Paris), war ein französischer wissenschaftlicher Genealoge.
Geboren wurde er 1683 als Paul Lucas, die Einzelheiten seiner Familie und seines frühen Lebens sind nicht überliefert. Er war unter dem Namen Père Simplicien Angehöriger des Ordens der unbeschuhten Augustiner im Couvent des Petits Pères in Paris, der der Basilika Notre-Dame-des-Victoires angeschlossen war.
Père Simplicien arbeitete gemeinsam mit seinem Mentor Père Ange de Sainte-Rosalie an der Überarbeitung und Erweiterung der von Père Anselme († 1694) initiierten monumentalen Geschichte des französischen Königshauses mit dem Titel Histoire généalogique et chronologique de la Maison royale de France et des Grands Officiers de la Couronne…. Sie nahmen das Projekt nach dem Tod des zweiten Herausgebers des Projekts, des Adligen Honoré Caille du Fourny, im Jahr 1713 wieder auf. Dieser hatte die Aufzeichnungen von Pater Anselm nach dessen Tod bearbeitet und 1712 eine überarbeitete Ausgabe veröffentlicht.
Nach dem Tod Père Ange de Sainte-Rosalies im Jahr 1726 veröffentlichte Père Simplicien eine weitere Revision des Werkes. Er selbst gab mehrere neue Bände heraus und schloss damit das Projekt ab.
Père Simplicien starb am 10. Oktober 1759 im Konvent des Ordens in Paris.

## Werke
- Histoire généalogique et chronologique de la Maison royale de France, des Pairs, Grands Officiers de la Couronne, de la Maison du Roy et des anciens Barons du Royaume...., par le P. Anselme, Augustin Déchaussé ; continuée par M. du Fourny, troisième Édition, revûë, corrigée et augmentée par le R. P. Ange, Augustin Déchaussé, 9 Bände, Paris 1726–1733
  - Band 1, 1726 gallica.bnf.fr, Digitalisat
  - Band 2, 1726 gallica.bnf.fr, Digitalisat
  - Band 3, 1728 gallica.bnf.fr, Digitalisat
  - Band 4, 1728 gallica.bnf.fr, Digitalisat
  - Band 5, 1730 gallica.bnf.fr, Digitalisat
  - BaNd 6, 1730 gallica.bnf.fr, Digitalisat
  - Band 7, 1733 gallica.bnf.fr, Digitalisat
  - Band 8, 1733 gallica.bnf.fr, Digitalisat
  - Band 9, 1733 gallica.bnf.fr, Digitalisat
- L’État de la France; contenant les Princes, le Clergé... Compagnie des Libraires associés, 1727 (Nachdruck 2018, ISBN 978-0-274-81264-6)
- Statuts et catalogue des Chevaliers, Commandeurs & Officiers de l’Ordre du Saint Esprit. 1733
- Extrait de la généalogie de la maison de Mailly, suivi de l’Histoire de la branche des comtes de Mailly, marquis d’Haucourt, et de celle des marquis du Quesnoy. Dressé sur les titres originaux, sous les yeux de M. de Clairambault,... et pour l’histoire par M*** [le P. Simplicien]... 1767

| Personendaten    | Personendaten                   |
| ---------------- | ------------------------------- |
| NAME             | Paul Lucas                      |
| ALTERNATIVNAMEN  | Père Simplicien                 |
| KURZBESCHREIBUNG | Genealoge, Augustiner-Barfüsser |
| GEBURTSDATUM     | 1683                            |
| STERBEDATUM      | 10. Oktober 1759                |
| STERBEORT        | Paris                           |